# 路德維希·馮·羅伊特
路德維希·馮·羅伊特（德語：Ludwig von Reuter，1869年2月9日—1943年12月18日）是一位德意志帝國海軍上將，也是率領德國公海艦隊至斯卡帕灣扣押的艦隊指揮官。羅伊特在1919年6月21日下令艦隊自沉，將近乎全部的公海艦隊艦隻鑿沉於斯卡帕灣。

## 生平
羅伊特出生於古本（Guben）的普魯士軍人家庭。一次大戰時，羅伊特擔任了德弗林格爾號戰鬥巡洋艦的艦長，並指揮了多格沙洲海戰。1915年9月，他成為由輕巡洋艦組成的第4偵查艦隊指揮官，並指揮了日德蘭海戰。羅伊特之後晉升為少將，還在第二次黑尔戈兰海战中指揮了皇帝号战列舰與皇后号战列舰。
在德國要求停戰，第一次世界大戰結束後，海軍少將羅伊特奉命將德國公海艦隊船艦集結於斯卡帕灣，等待協約國的處置（公海艦隊總司令—海軍上將弗朗茨·馮·希佩爾拒絕率領艦隊予敵扣押）。隨著最後通牒時間的迫近，德國代表團簽署了凡爾賽條約，羅伊特意識到他麾下的艦隊會被戰勝國所瓜分，於是在1919年6月21日下令舞動信號旗，公海艦隊的船艦紛紛被自己船員所鑿沉。英國人發現後已來不及阻止，有9名德國海兵因此陣亡。
羅伊特在英國受到激烈的詆毀，他和另外1773名軍官與船員被當作戰俘處置，而在德國則被當作是保住德國海軍榮譽的英雄。1939年8月，他晉升為上將。1943年因心臟病逝於波茨坦。

## 引用
1. ↑  Van der Vat, 1982, pp. 109–111.
2. ↑  Massie, 2003, p. 787.
3. ↑  Van der Vat, 1982, pp. 194–195.

## 外部來源
- 有关路德維希·馮·羅伊特在德国经济学中央图书馆（ZBW）20世纪新闻档案中的剪报。

| 官衔                    | 官衔                                  | 官衔            |
| ----------------------- | ------------------------------------- | --------------- |
| 前任： 弗朗茨·馮·希佩爾 | 公海艦隊總司令 1918年11月 – 1919年6月 | 繼任： 職務廢除 |